# The Flintstone Kids
Os Flintstones Kids é uma série de desenho animado, produzida pela Hanna-Barbera. Um spin-off do famoso desenho dos Flintstones. 
A série retrata versões juvenis dos personagens principais do show original. Foi ao ar em 6 de setembro de 1986 a 21 de maio de 1988 na ABC e como parte do bloco de programação matinal de dias de semana e finais de semana The Funtastic World of Hanna-Barbera. Ao contrário dos programas anteriores, esta foi a primeira série do Flintstone a não ter uma trilha de risadas.

## História
Conta a história dos personagens do desenho "Os Flintstones" quando eram crianças.

## Visão geral
O programa segue as aventuras de Fred Flintstone, Barney Rubble, Wilma Slaghoople, Betty McBricker e Dino como pré-adolescentes enquanto eles compartilham sua pré-adolescência com seus amigos Nate Slate, Philo Quartz e Dreamchip Gemstone, e lidam com seu valentão Rocky Ratrock e seu grupo composto por Tommy, Flab Slab, Janet Granite e o cachorro Stalagbite de Rocky.

## Lista de episódios

### Primeira temporada (1986-87)
1. The Great Freddini
2. Aluga-se Heróis
3. The Bad News Brontos
4. Dusty Desaparece
5. Poor Little Rich Girl
6. The Rock Concert That Rocked Freddy
7. A Maldição do Diamante
8. Barney Vira uma Árvore
9. The Fugitives
10. Freddy's Rocky Road To Karate
11. Barney's Moving Experience
12. O Pequeno Visitante
13. Vovô com Força Total
14. Freddy's First Crush

### Segunda temporada (1987-88)
1. The Flintstone Fake Ache
2. Better Buddy Blues
3. Anything You Can Do, I Can Do Betty
4. Camper Scamper
5. A Tiny Egg
6. Haircutastrophe
7. Freddy The 13th
8. Little Rubble, Big Trouble
9. Philo's D-Feat
10. Rocky's Rocky Road

### "Flintstone Funnies"
Este segmento só incluía Fred, Barney, Wilma e Betty em aventuras fantásticas, como se fosse a imaginação das crianças brincando.

#### Primeira temporada (1986-87)
1. Investigador Particular
2. Princesa Wilma
3. Frankerocha
4. Uma Confusa Guerra nas Estrelas
5. Indiana Flintstone
6. Fred Vai para a Cadeia
7. As Meninas Espiãs
8. O Monstro do Vulcão
9. A Grande Chance de Betty
10. Dino Vai Para Hollyrocha
11. Os Astros de Bedrock
12. Além da Imaginação
13. Philo's Invention

### "Dino's Dilemmas"
Este segmento conta as aventuras de Dino, o cachorro de estimação de Fred.

#### Primeira temporada (1986-87)
1. Yard Wars
2. Dreamchip's Car Wash
3. Dino Bebezão
4. Cachorro Mecânico do Fred
5. O Açogueiro
6. The Vet
7. A Dieta do Dino
8. O Preço de uma Pulga
9. O Terror
10. A Vingança
11. A Catástrofe do Biscoito de Chocolate
12. Watchdog Blues
13. Capitão Cãoverna

#### Segunda temporada (1987-88)
1. A Gatinha Assassina
2. Who's Faultin' Who?
3. Bone Voyage
4. World War Flea
5. A Midnite Pet Peeve
6. The Birthday Shuffle

### "Capitão Caverna e caverninha"
As Aventuras do Capitão Caverna e seu filho, Caverninha.

#### Primeira temporada (1986-87)
1. Capitão Caverna Entra numa Fria
2. A Invasão dos Ladrões de Mães
3. O Mestre dos Duplos
4. O Gás Envelhecedor
5. Grime & Punishment
6. A Tale of Too Silly
7. To Baby or Not to Baby
8. Day of the Villains
9. Hero Today, Gone Tomorrow
10. Curse of the Reverse
11. Capt. Caveman's First Adventure
12. Leave It To Mother
13. Greed it and Weep

#### Segunda temporada (1987-88)
1. Captain Knaveman
2. Attack of the Fifty Foot Teenage Lizard
3. The Cream-Pier Strikes Back
4. Captain Caveman's Super Cold
5. O Grande Malvadão
6. Captain Cavedog

## Vozes
- Charlie Adler - Cavey Jr.
- Bever-Leigh Banfield - Mayor of Bedrock
- Michael Bell - Mr. Billy Bad
- Mel Blanc - Dino, Robert Rubble, Captain Caveman, Piggy McGrabit
- Susan Blu - Dreamchip Gemstone, Janet Granite, Victoria Lithonstone-Gemstone
- Hamilton Camp - Barney Rubble, Flab Slab
- Henry Corden - Ed Flintstone, Edna Flintstone
- Julie Dees - Wilma Slaghoople (1986–1987), Mica Slaghoople, Mickey Slaghoople, Tarpit Tommy
- June Foray - Grandma Cavemom
- Elizabeth Lyn Fraser - Wilma Slaghoople (1987–1988)
- Buster Jones - Officer Bob Quartz
- Kenneth Mars - Narrador nos segmentos do "Capitão Caverna"
- Scott Menville - Freddy Flintstone (1987–1988)
- Bumper Robinson - Philo Quartz
- Michael Rye - Ricky Slaghoople
- Ronnie Schell - Yuckster
- Marilyn Schreffler - Rocky Ratrock, Flo Rubble
- John Stephenson - Ditto Master, Victor Gemstone
- Jean Vander Pyl - Pearl Pebbles Slaghoople
- B.J. Ward - Betty Jean Bricker, Mrs. Rockbottom
- Lennie Weinrib - Freddy Flintstone (1986–1987), Police Commissioner
- Frank Welker - Nate Slate, Stalagbite, Fang, fill-ins for Dino and Robert Rubble

## Outras mídias
Chegaram a ter um gibi no Brasil em 1988, que durou apenas 7 edições.